# Wiesneriomyces laurinus
Wiesneriomyces laurinus är en svampart som först beskrevs av Tassi, och fick sitt nu gällande namn av P.M. Kirk 1984. Wiesneriomyces laurinus ingår i släktet Wiesneriomyces, divisionen sporsäcksvampar och riket svampar.   Inga underarter finns listade i Catalogue of Life.